# 魚恐怖症
魚恐怖症（英: ichthyophobiaあるいは単に英: Fear of fish）は文化的な背景による魚食に対する嫌悪感や、生魚に触れることに対する忌避感、あるいは死んだ魚に対する恐怖心などから、精神医学的な問題である恐怖症（特定の恐怖症）までを含む概念。特定の魚種に対する物、例えばサメ恐怖症なども存在する